# الحد من خلع الورك
تعد عملية ردّ خلع الورك من التقنيات المستخدمة لاستعادة الورك المخلوع، ويجب إجراؤها في أقرب وقت ممكن بعد تأكيد التشخيص. في حالة وجود كسر مصاحب، قد يتطلب الأمر تدخلاً جراحيًا لاستعادة الورك المخلوع. وقد يؤدي تأخير العملية إلى مضاعفات مثل حدوث نخر لاوعائي في الورك أو إصابة العصب الوركي.
عادةً ما تُجرى هذه العملية تحت التخدير الإجرائي والمسكنات (PSA), مع استلقاء الشخص على ظهره. يتم ثني الورك والركبة بزاوية 90 درجة بينما يقوم المساعد بتثبيت الحوض للأسفل. تعتمد تقنيات التخفيض على مزيج من الجر، والجر المعاكس، والدوران الداخلي والخارجي. وإن لم يكن ذلك كافيًا، يمكن استخدام ملاءة لسحب الفخذ العلوي للخارج.
بعد الإجراء، يجب إجراء الأشعة السينية أو التصوير المقطعي المحوسب للتأكد من نجاح التخفيض واستبعاد أي مضاعفات. يوصي البعض بوضع وسادة بين ساقي الشخص. يُنصح المرضى بتحميل وزن جزئي باستخدام العكازات لمدة 4 إلى 6 أسابيع. تم وصف أولى تقنيات ردّ خلع الورك دون جراحة في عام 1870.

## الخلع الخلفي
من التقنيات الشائعة المستخدمة لرد الورك المخلوع الخلفي؛ تقنية كابتن مورغان، وتقنية أليس، وتقنية وهلستر.

##### تقنية أليس
يستلقي الشخص على ظهره، ويقوم الطبيب بثني الركبة بزاوية 90 درجة. مع تثبيت الحوض بواسطة مساعد، يقوم الطبيب بتطبيق الجر بالتوازي مع عظمة الفخذ، بينما يثني الورك حتى 90 درجة عن طريق إمساك ركبة الشخص. غالبًا ما تتطلب هذه التقنية أن يقف الشخص الذي يقوم بها على السرير، مما يعرضه لبعض المخاطر. يمكن تنفيذ نسخة معدلة من هذه التقنية بوضع الساق المخلوع على كتف الطبيب، ثم الوقوف.

#### تقنية كابتن مورغان
يتم وضع الشخص على ظهره مع تثبيت الحوض على السرير. يقوم الطبيب بثني الساق المصابة فوق فخذه، بالقرب من مؤخرة الركبة. بعد ذلك، يقوم الطبيب بثني قدمه لأسفل بينما يطبق الجر الصاعد بيد واحدة تحت ركبة الشخص، بينما تمسك اليد الأخرى بالكاحل للتحكم في الدوران، والحركات الطبية، والجانبية، حتى يتم تخفيض الورك.

##### تقنية وهلستر
يستلقي الشخص على ظهره مع ثني كلا الساقين. يمسك الطبيب بالركبة السليمة بيد واحدة بحيث تكون ركبة الساق المصابة مثنية فوق ساعده. باستخدام اليد الأخرى على كاحل الساق المصابة، يطبق الجر الهابط، والحركة الدوارة لتخفيض الورك.

##### تقنية الجر الجانبي
يطبق الطبيب قوة طولية بالتوازي مع عظمة الفخذ، بينما يستخدم المساعد ملاءة ملفوفة حول الفخذ العلوي لتطبيق الجر الجانبي حتى يتم تخفيض الورك. تُستخدم الحركة الدوارة حسب الحاجة.

###### التدابير الإضافية
من التدابير الأخرى التي قد تُضاف إلى التقنيات السابقة ما يلي:
- أن يقوم شخص مساعد بالضغط على كلا الوركين لإبقائهما على على النقالة.
- زيادة القوة المطبقة بشكل تدريجي.
- تدوير عظمة الفخذ داخليًا وخارجيًا.
- تحريك عظمة الفخذ للساق المصابة نحو خط الوسط للجسم وعبره.

## الخلع الأمامي
يمكن تخفيض الخلع الأمامي عن طريق سحب الساق وتدويرها للخارج. قد يكون من المفيد أيضًا أن يقوم المساعد بسحب الفخذ العلوي للخارج.